# 苏志陨击坑
苏志陨击坑（Suzhi）是火星雅庇吉亚区的一座撞击坑，其中心坐标位于南纬27.7度、西经274度处，直径24.63公里（15.3英里），1991年，国际天文联合会行星系统命名工作组以中国青海省海东市循化撒拉族自治县查汗都斯乡苏志村命名了它。该陨坑中可能曾坐落过一座湖泊，因为坑底表面凹陷处可看到明显的岩层。

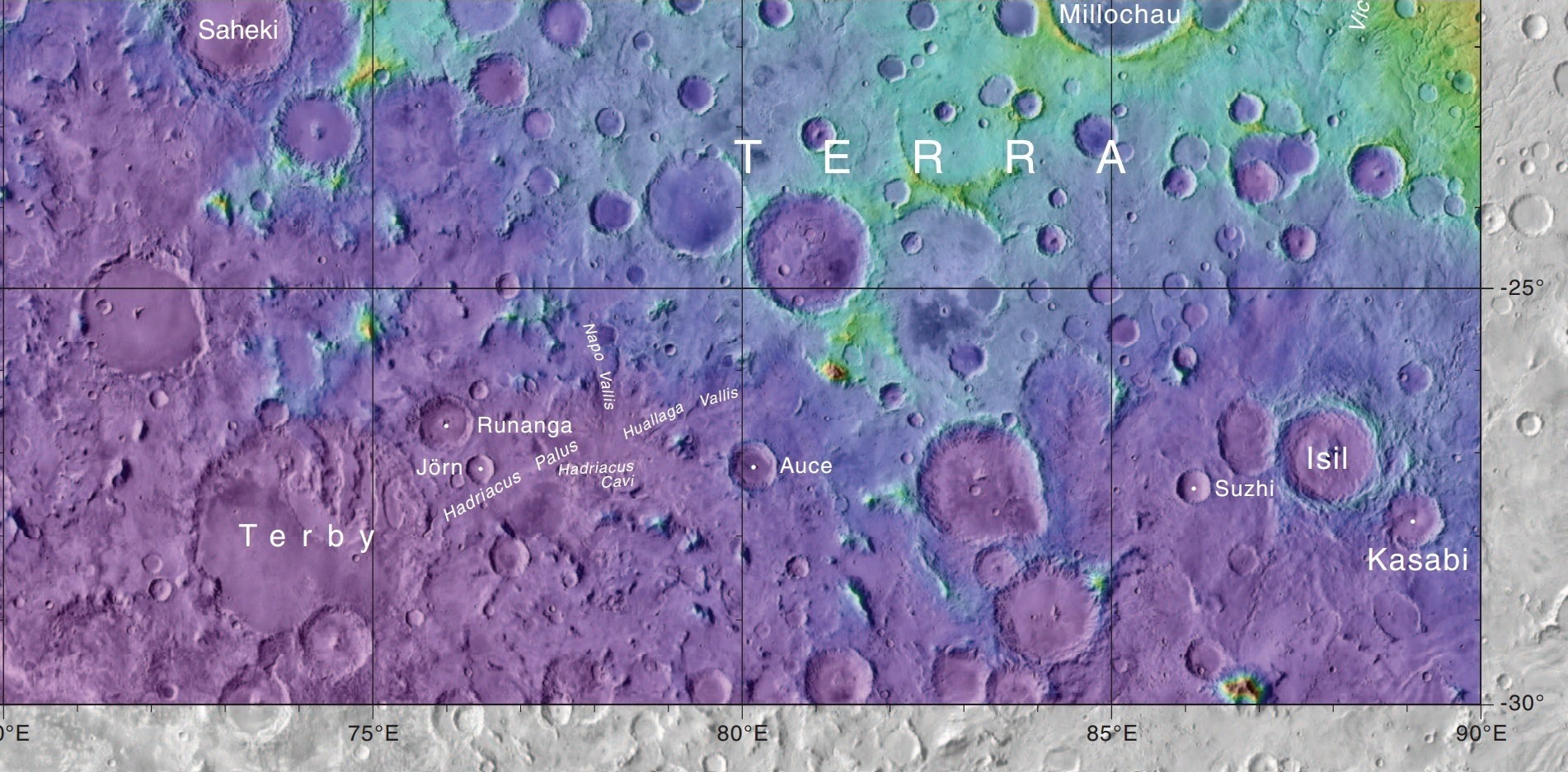
显示苏志陨击坑及周边陨坑的激活高度计地图，颜色表示海拔高度。
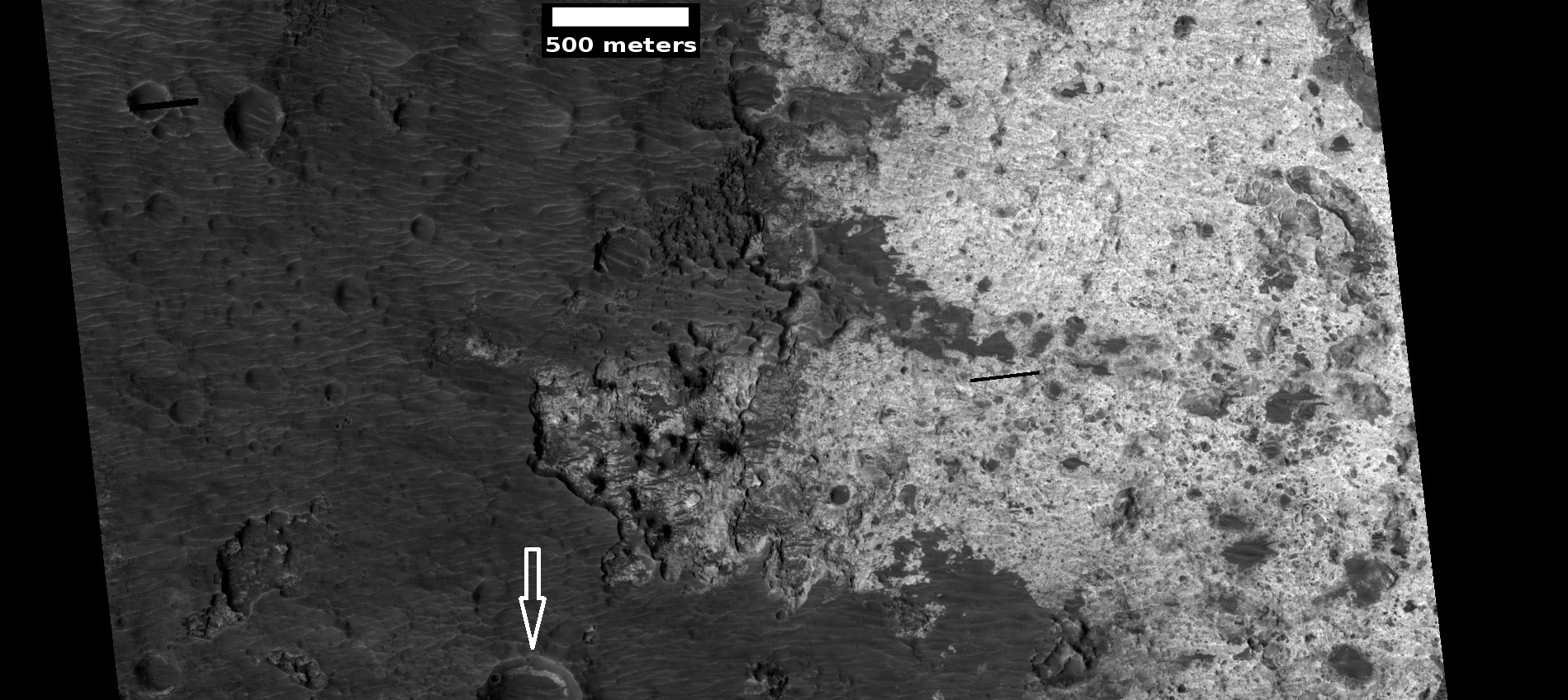
HiWish计划下高分辨率成像科学设备放大显示的苏志陨击坑中的浅色岩层，箭头指向一座含有浅色物质的小陨坑。

## 另请查看
- 火星气候
- 火星地质
- 火星的地下水
- 火星湖泊
- HiWish计划
- 高分辨率成像科学设备
- 撞击事件
- 火星撞击坑
- 火星矿石资源
- 行星体系命名法